# Schöneck (Hesse)
Pour les articles homonymes, voir Schöneck.
Schöneck est une municipalité allemande située dans le land de la Hesse et l'arrondissement de Main-Kinzig.

## Personnalités liées à la ville
- Vinzenz Fettmilch (1565-1616), insurgé né à Büdesheim.

## Jumelages
La commune de Schöneck est jumelée avec :
- Anould (France)
- Gyomaendrőd (Hongrie)